# Gerd Krüssmann
Johann Gerd Krüssmann (* 24. April 1910 in Dinslaken; † 5. Juni 1980 in Bad Salzuflen) war ein deutscher Dendrologe, Gartenbaulehrer und Autor vieler Fachbücher.
Sein botanisches Autorenkürzel lautet „Krüssm.“

## Leben
Krüssmann war seit 1935 als Dendrologe tätig, ab 1946 Inhaber einer Gärtnerei und nebenberuflich Gartenbaulehrer an der Gartenbaulichen Berufsschule in Wesel und der Kreisberufsschule Dinslaken.
Ab 1947 leitete er den Botanischen Garten Rombergpark in Dortmund, wo er die flächenmäßig größte Sammlung an Ziergehölzen in ganz Europa zusammentrug. Infolgedessen gelangte der Rombergpark zu internationalem Renommee.
Krüssmann war Gründer der International Dendrological Union, aus der später die International Dendrology Society hervorging. Die Technische Universität Hannover verlieh ihm 1975 die Ehrendoktorwürde. Nach ihm wurde ein weiblicher säulenförmiger Ginkgo biloba Dr. Gerd Krüssmann benannt.

## Werke (Auswahl)
- Rosen, Rosen, Rosen, 2. Auflage, Parey, Berlin, Hamburg 1985, ISBN 3-489-53322-4
- Handbuch der Nadelgehölze, 2. Auflage, Parey, Berlin 1983, Hamburg, ISBN 3-489-62622-2
- Die Bäume Europas : ein Taschenbuch für Naturfreunde, 2., erweiterte Auflage, Parey, Berlin, Hamburg 1979, ISBN 3-489-62522-6
- Die Nadelgehölze : eine Nadelholzkunde für die Praxis, 3. Auflage, Parey, Berlin, Hamburg 1979, ISBN 3-489-60222-6
- Evropské dřeviny : příručka pro přátele přírod, Státní Zemědělstké Nakladatelství, Prag 1978
- Pocket Guide to Choosing Woody Ornamentals : a Concise manual for the correct use of woody landscape plants, Timber Press, Oregon 1982